# Bergamottöl

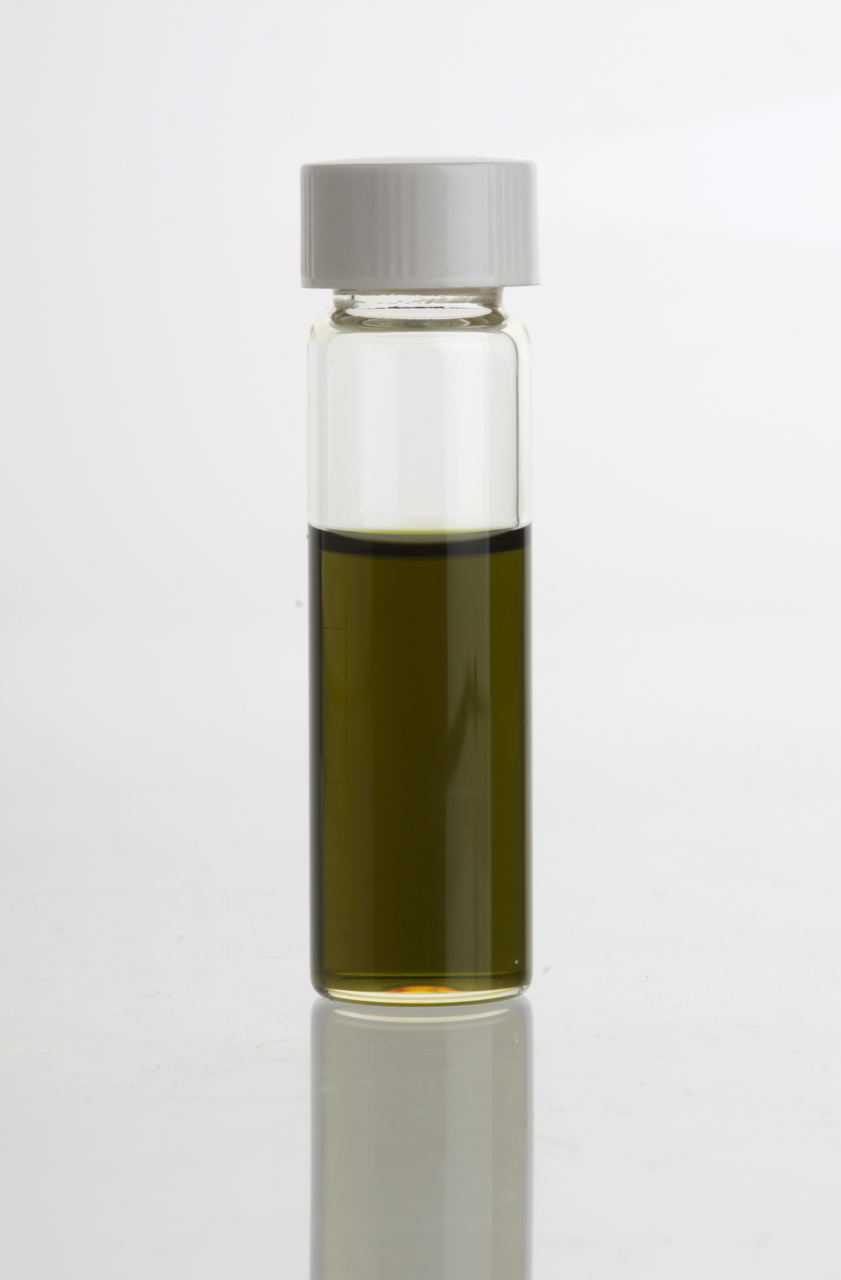
Bergamottöl

Bergamottöl ist das ätherische Öl aus den Früchten der Bergamotte. Es wird durch Pressung aus den Schalen der Bergamotte in Süditalien (Kalabrien) gewonnen. Früher wurde das Auspressen mit der Hand erledigt, dann mit selbstgezimmerten Pressvorrichtungen aus Holz, heute geschieht es maschinell. Um einen Liter Öl zu gewinnen, müssen 200 Kilogramm Früchte gepresst werden.

## Eigenschaften
Bergamottöl ist eine grüne bis dunkelbraune klare Flüssigkeit. Die Dichte beträgt 0,877 g·cm−3 (25 °C), der Siedepunkt liegt bei 159 °C und der Brechungsindex wird mit 1,4665 (20 °C) angegeben.

## Zusammensetzung
Es ist ein Stoffgemisch und besteht aus einigen dutzend verschiedenen Verbindungen (Terpene und andere Kohlenwasserstoffe) die je nach Anbau, Studie und Extraktionsart schwanken.
Hauptbestandteile sind Limonen (23–55 %), Linalylacetat (15–41 %), Linalool (1,6–24,2 %), γ-Terpinen (1,1–12,6 %), β-Pinen (2,9–10,6 %), α-Pinen (0,7–1,9 %), Sabinen (0,5–1,7 %), Myrcen (0,4–2,3 %), δ-3-Caren (0,01–2,0 %), β-Bisabolen (0,1–1,3 %), Geraniol (0,0–5,7 %), α-Terpineol (0,1–3,1 %), Geranylacetat (0,1–1,9 %), Nerylacetat (0,0–1,6 %), Geranial (0,0–1,2 %), p-Cymen (0,0–3,6 %).

## Verwendung

### Verwendung als Parfümrohstoff
Laut Gildemeister und Hoffmann „Die etherischen Oele“ wurde Bergamottöl in der Zeit zwischen 1672 und 1708 eingeführt. In den Geschäftsbüchern der Eau de Cologne und Parfümeriefabrik Johann Maria Farina gegenüber dem Jülichs-Platz in Köln (kurz „Farina gegenüber“) finden sich Einkäufe an Bergamotte ab 1714.
Seit ihrer Erwähnung 1750, als die Bergamotte von einem gewissen Nicolo Parisi gepflanzt wurde, ist das Öl der Bergamotte ein unerlässlicher Ausgangsstoff für die Parfüm-Industrie und gibt insbesondere dem Kölnisch Wasser seinen typischen Geruch.
Der Duft ist klar, frisch, lebhaft, spritzig und von großer Originalität. Er ist in praktisch allen Parfüms als Kopfnote enthalten und wird vor allem in Eau de Colognes und frischen, zitronigen Eau de Toilettes verwendet.

### Verwendung als Lebensmittel
Bergamotteöl wird zur Aromatisierung von Earl-Grey-Tee verwendet; außerdem ist es in einer besonderen Sorte türkischer Akide-Bonbons sowie in französischen Bonbons aus Nancy enthalten; darüber hinaus wird es für die Aromatisierung von Pfeifen- und Schnupftabaken verwendet.

### Sonstige Verwendung
Bergamottöl wird stark mit Olivenöl verdünnt als Bräunungsbeschleuniger eingesetzt. Auf Grund der Toxikologie wird von dieser Anwendung abgeraten, um Schäden der Haut zu verhindern.

## Toxikologie

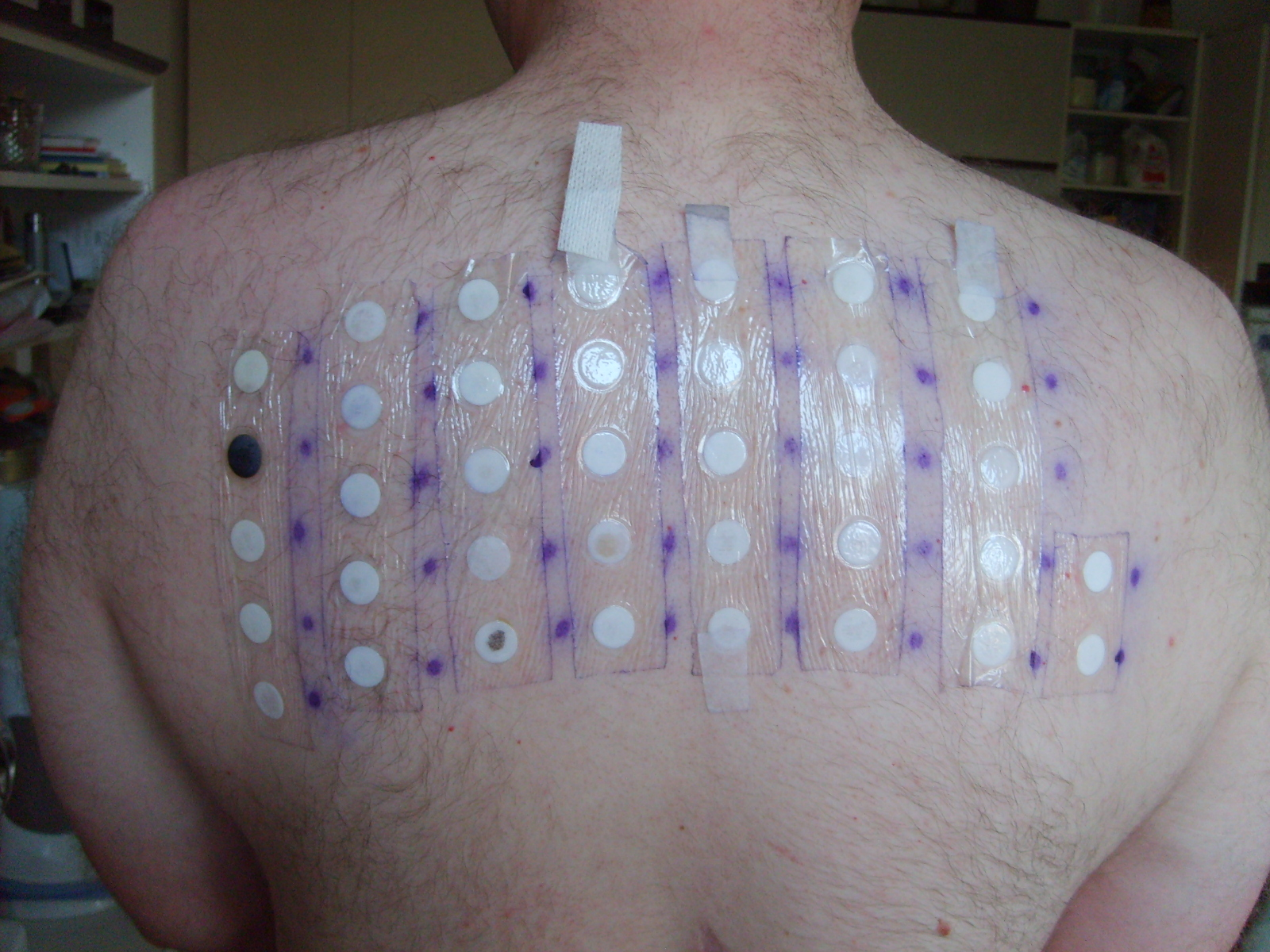
Epikutantest

In Studien wurde bei Epikutantests mit Bergamottöl enthaltenden Substanzen gezeigt, dass dieses nach der Bestrahlung mit ultraviolettem Licht den phototoxischen Effekt hat, die Hautrötung zu verstärken. Dafür verantwortlich sind die in der Bergamotte enthaltenen Furocumarine, z. B. Bergapten(5-Methoxypsoralen, bis 1 % enthalten), möglicherweise auch Citropten, 6',7'-Dihydroxybergamottin und Bergamottin auch das zu 0,25 – 0,5 % enthaltene Citral kommt für die Phototoxizität in Frage. Diese Eigenschaft besteht auch bei vielen anderen Zitrusfrüchten.
Bergapten wurde auch mit der Hemmung des Kaliumkanals in Verbindung gebracht; In einer Fallstudie litt ein Patient, der pro Tag 4 Liter Earl-Grey-Tee getrunken hat, an Parästhesie, Faszikulation und Muskelkrämpfen.